# Merka (officier)
Pour l’article homonyme, voir Merka.
Merka est un officier égyptien qui vécut sous le règne d'Horus Qâ, à la fin de la Ire dynastie. Il a vécu 250 ans avant le fonctionnaire Hésirê. La particularité de ce personnage est que sa stèle funéraire découverte dans la tombe S3505 à Saqqarah présente la liste la plus exhaustive de titres tenues par un seul individu de toute la période thinite. Ces titres, se rapportant à des fonctions religieuses, administratives et de cour, permettent de comprendre ce qu'est un haut fonctionnaire de cette époque.

## Biographie
Trois des titres de Marka, écrits avec de plus gros hiéroglyphes que les autres et apparaissant directement au-dessus du nom du défunt, sont probablement les plus importants aux yeux de ce dernier, ce qui signifie peut-être qu'il s'agit des titres parmi les plus importants de l'époque. Ces titres, dont les deux premiers son d'ordre religieux, sont les suivants :
- « stoliste » (séma, smȝ), fonction encore floue pour l'époque mais qui correspondra aux époques ultérieures au prêtre qui habille la statue du dieu chaque jour[3],
- « prêtre-stm » (sétem, s(t)m), fonction liée à la célébration de rituels royaux ; ce titre a pu désigner les fils royaux[3],
- « iri-pât » (jrj-pˁt), un titre qui pourrait être attribué aux membres de la famille royale de l'époque[3].

Les autres titres ont été écrits en deux colonnes, mais l'agencement des signes et la mauvaise facture de certains d'entre eux rendent l'identification de ces titres difficiles. Il s'agit des suivants :
- des titres religieux le reliant au culte d'Anubis, au scorpion (ce dernier titre est encore très obscur) ainsi qu'au culte de Neith (hem-netjer Neith, ḥm-nṯr N.t), cette déesse étant très liée à la famille royale comme l'attestent de nombreux noms théophores de femmes de la famille royale[3],
- des titres administratifs dont : 
  - « administrateur de district du désert » (âdjmer zémit, ˁḏ-mr zmjt), titre se rapportant probablement à la protection du pays vis-à-vis du désert, à l'administration de ce dernier et des expéditions minières y allant[4],
  - « khérep Ounet » (ḥrp Wnt), titre se rapportant probablement à un fonction administrative dans le nome du Lièvre où se trouvaient les importantes carrières de travertin d'Hatnoub ; il est possible que ce titre soit lié au titre d'administrateur du désert, ce qui donnerait à merka la responsabilité de la fourniture des ateliers royaux en matières premières[4],
- des titres liées au palais royal situé à Memphis et à la vie de cour :
  - « suivant du roi » (shémès-nésout, s̆ms-nsw.t) et « contrôleur de la barque royale » (khérep ouia-nésout, ḫrp wjȝ-nsw.t), titres peut-être liés à l'évènement suivant d'Horus[4],
  - « contrôleur du palais » (khérep âh, ḫrp ˁḥ) (découvert sur un sceau) et « contrôleur de la salle d'audience » (khérep zéh, ḫrp zḥ), titres peut-être seulement honorifiques, à moins que Merka ait effectivement contrôlé l'accès à la personne royale[4],
  - peut-être un titre lié aux chanteurs (mérout, mrwt), bien que cela ne soit pas assuré car la stèle est endommagée[4].

## Sépulture
Merka a été enterré dans un mastaba impressionnant à Saqqarah, S3505. Parmi les artéfacts trouvés dans cette tombe, il y avait des empreintes de sceaux, des écailles en travertin et en schiste et une stèle énumérant les titres que Merka a détenu durant sa vie,. Il est à noter que le fouilleur de la tombe, Walter Bryan Emery, pensait que le véritable propriétaire de la tombe était l'Horus Qâ et il pensait que la tombe subsidiaire appartenant à Merka, le matériel funéraire de ce dernier s'étant mélangé avec celui du roi. Cette théorie est aujourd'hui abandonnée, la tombe de Qâ étant située à Abydos.
La position de la tombe derrière la ligne générale des grandes tombes de la Ire dynastie est significative, car elle suggère qu'à l'époque de sa construction, tous les sites disponibles surplombant directement la vallée avaient été remplis, et sa proximité avec la tombe S3506, datée du règne de Den, suggère que la zone à la fin de la dynastie était déjà en train de devenir encombrée. La tombe a été pillée à maintes reprises et, comme d'autres grands monuments de l'époque, elle a été ravagée par le feu. Il ne restait donc que très peu d'objets.
La structure globale de S3505 est la plus grande de la nécropole de Saqqarah-Nord et, parmi les bâtiments de la Ire dynastie, elle est unique en raison de son avance sur la conception générale du complexe pyramidal des époques ultérieures. La tombe se compose d'une superstructure rectangulaire (24,00 mètres côté nord, 24,30 mètres côté sud, 35,20 mètres côté est, 35,00 mètres côté ouest) en briques avec des murs massifs (de 5,15 mètres à 6,00 mètres selon les côtés) retenant un remplissage de gravats compacts qui couvrait toute la surface de l'intérieur. L'extérieur de la superstructure présente la « façade de palais » habituelle, mais ceux-ci n'existaient que sur les côtés nord, est et sud ; le côté ouest présente une façade simplifié semblable à celle utilisée dans le mur d'enceinte du complexe funéraire de Djéser de la IIIe dynastie. Les façades ont été recouvertes d'un stuc de gypse qui sert de fond à des fresques élaborées de motifs géométriques. Les couleurs rouge, blanc, noir, bleu-vert et jaune sont remarquablement bien conservées, ce qui signifie que ces zones ont été protégées. Autour de la superstructure se trouve une banquette basse sur laquelle se trouvaient les habituelles têtes de taureaux modelées en boue séchée au soleil avec de vraies cornes ; seules quelques-unes d'entre elles ont été conservées.
Sous le pavement du corridor est, une rampe (largeur allant de 1,00 mètre à 1,25 mètres) descend du nord au sud sur une longueur de 7,65 mètres, puis, tournant à angle droit vers l'ouest, continue en un couloir sur une longueur de 9,85 mètres pour mener à la chambre funéraire taillée dans le roc et à deux magasins situés sous la partie centrale de la superstructure, de part et d'autre du couloir. L'accès aux magasins se faisait par de petites portes construites en hauteur de chaque côté du couloir d'entrée. Le passage se termine par une grande herse en pierre qui a été descendue après l'enterrement dans une cavité rainurée creusée dans les murs latéraux de la porte de la chambre funéraire. Le magasin A, situé au nord du couloir et d'une profondeur de 2,00 mètres, mesure 2,65 mètres selon l'axe nord-sud et 2,30 mètres selon l'axe est-ouest. Le magasin B, situé au sud du couloir et d'une profondeur de 1,30 mètres, mesure 3,50 mètres selon l'axe nord-sud et 1,25 mètres selon l'axe est-ouest. La chambre funéraire, d'une profondeur de 5,75 mètres, mesure 5,00 mètres selon l'axe nord-sud et 8,70 mètres selon l'axe est-ouest. L'ensemble de la sous-structure, qui était à l'origine une excavation à ciel ouvert, a été recouverte d'une toiture en bois. 
Sur le côté nord de la superstructure de la tombe se trouvait un temple funéraire composé d'un labyrinthe de pièces et de passages. Cette structure et le mastaba à « façade de palais » sont enfermés dans les murs principaux de l'édifice, formant ainsi un vaste ensemble de 58,45 × 33,60 mètres, avec une porte d'entrée à l'extrémité nord du mastaba. à l'extrémité nord du côté est. L'ensemble de ce bâtiment était entouré d'un haut mur d'enceinte (65,20 mètres nord-sud, 40,00 mètres est-ouest) avec une porte d'entrée à l'extrémité nord. avec une porte d'entrée située en face de la porte d'accès à l'intérieur. Une caractéristique unique est la présence d'une grande tombe subsidiaire construite dans le sol du couloir est, en partie sous la seconde niche de la superstructure.